# 重修香山大悲观音大士塔记碑
《重修香山大悲观音大士塔记碑》，位河南省宝丰县大香山普門禪寺内，是明崇禎三年（1630年）十月，香山寺重修观音大士塔落成時所立的石碑。
碑文由崇禎元年戊辰科狀元刘若宰撰文並以狂草体书成，笔意豪放，气势蓬勃，全文共16行，满行49字，内容主要记述观音大士塔的创建年代、重修经过及描写香山寺雄伟气势等。此碑对研究刘若宰书法和观音大士塔的创建年代、重修经过具有一定的历史价值。